# Piazza Mercato (Nápoly)
A Piazza Mercato egyike a legrégebbi és leghíresebb nápolyi tereknek. A normann uralkodás alatt jött létre, akkor még Arena vagy Morcino név alatt volt ismert. 639-ben karmelita szerzetesek egy templomot építettek a téren Szűz Mária egy csodatevő képének védelmére (Barna Madonna). A 9. század során épült fel a téren a Santa Maria del Carmine templom. Miután I. Anjou Károly Nápolyt tette meg fővárosának ide került a város hivatalos piaca. Évszázadok során a tér a város kereskedelmi központja volt, ugyanakkor számos kivégzés helye. 